# Micheleidae
Micheleidae vormen een familie van garnalen binnen de orde der tienpotigen (Decapoda).

## Geslachten
- Marcusiaxius Rodrigues & de Carvalho, 1972
- Meticonaxius de Man, 1905
- Michelea Kensley & Heard, 1991
- Tethisea Poore, 1994